# IC 2379
IC 2379 — галактика типу Sa (спіральна галактика) у сузір'ї Корма.
Цей об'єкт міститься в оригінальній редакції індексного каталогу.